# Mayo (Tanzania)
Mayo è una circoscrizione rurale (rural ward) della Tanzania situata nel distretto di Bumbuli, regione di Tanga. Conta una popolazione di 5 187 abitanti (censimento 2022).